# Okiseius formosanus
Okiseius formosanus är en spindeldjursart som beskrevs av Tseng 1972. Okiseius formosanus ingår i släktet Okiseius och familjen Phytoseiidae. Inga underarter finns listade i Catalogue of Life.